# Двигатель Toyota VD
Toyota VD — серия восьмицилиндровых дизельных двигателей внутреннего сгорания, выпускаемых японской компанией Toyota Motor Corporation с 2007 года.

## 1VD-FTV
1VD-FTV является единственным двигателем семейства Toyota VD. Это 32-клапанный двигатель DOHC с аккумуляторной топливной системой и одним или же двумя турбокомпрессорами с изменяемой геометрией.
Впервые Toyota VD был представлен в 2007 году в Австралии. Он устанавливается на Toyota Land Cruiser 70-й серии в Австралии, Новой Зеландии, Пакистане, Индии, ЮАР, Центральной и Южной Америке.
В сентябре 2007 года на Toyota Land Cruiser 200 был представлен вариант с двойным турбонаддувом. Компания Yanmar обозначила этот двигатель 8LV.

## Технические характеристики
- Мощность: 136—272 кВт (202—365 л. с.) при 3200—3800 об/мин[2]
- Крутящий момент: 430—650 Н∙м при 1600—2600 об/мин[3][4].